# 欽利 (亞利桑那州)
欽利（英語：Chinle）是位於美國亞利桑那州阿帕契縣的一個人口普查指定地區。根據2010年美國人口普查，該地人口為4518人，而該地的面積約為48.58平方千米。

## 地理
欽利的座標為36°09′37″N 109°34′45″W / 36.16028°N 109.57917°W，而該地最高點為海拔高度1678米（即5506英尺）。